# Jaume Mestres i Fossas
Jaume Mestres i Fossas   (Barcelona, 25 de juliol de 1892 - Barcelona, 19 de juny de 1981) fou un arquitecte i dirigent esportiu català.

## Biografia
Va ser titulat el 1917 per l'Escola Tècnica Superior d'Arquitectura de Barcelona. Fortament atret per l'Exposició d'Arts Decoratives de París de 1925, les seves obres intentaren reflectir aquest nou llenguatge racionalista, però sense arribar al purisme d'aquest. Influenciat als seus inicis per l'art déco (piscina coberta del Club Natació Barcelona, la primera d'Espanya d'aquestes característiques1929; el Pavelló dels Artistes Reunits per a l'Exposició Internacional de Barcelona, 1929; el Pavelló de les Indústries Catalanes per a l'Exposició Iberoamericana de Sevilla, 1929), als anys 1930 s'associà al GATCPAC, encara que no participà activament en el programa impulsat per aquell grup i s'adscrigué al racionalisme: l'Editorial Seix Barral, 1930; la Mútua Escolar Blanquerna, 1930-1933; Casa Jaume Sans Ribalta, 1933-1934. Durant 1936-1937 fou secretari del Sindicat d'Arquitectes de Catalunya.
La seva passió per l'esport, la va traslladar a la seva professió i algunes obres d'arquitectura esportiva que van portar el seu segell van ser l'Estadi Català (1921), erigit a la pedrera de la Foixarda de Montjuïc i amb capacitat per a 35.000 espectadors, que havia de ser el centre neuràlgic dels frustrats Jocs Olímpics de 1924; l'autòdrom de Terramar de Sitges (1923), un imponent circuit oval peraltat de dos 2 km i la piscina coberta del CNB. També col·laborà en diverses revistes tècniques especialitzades. Fou membre de la Lliga Regionalista i, després, d'Acció Catalana.

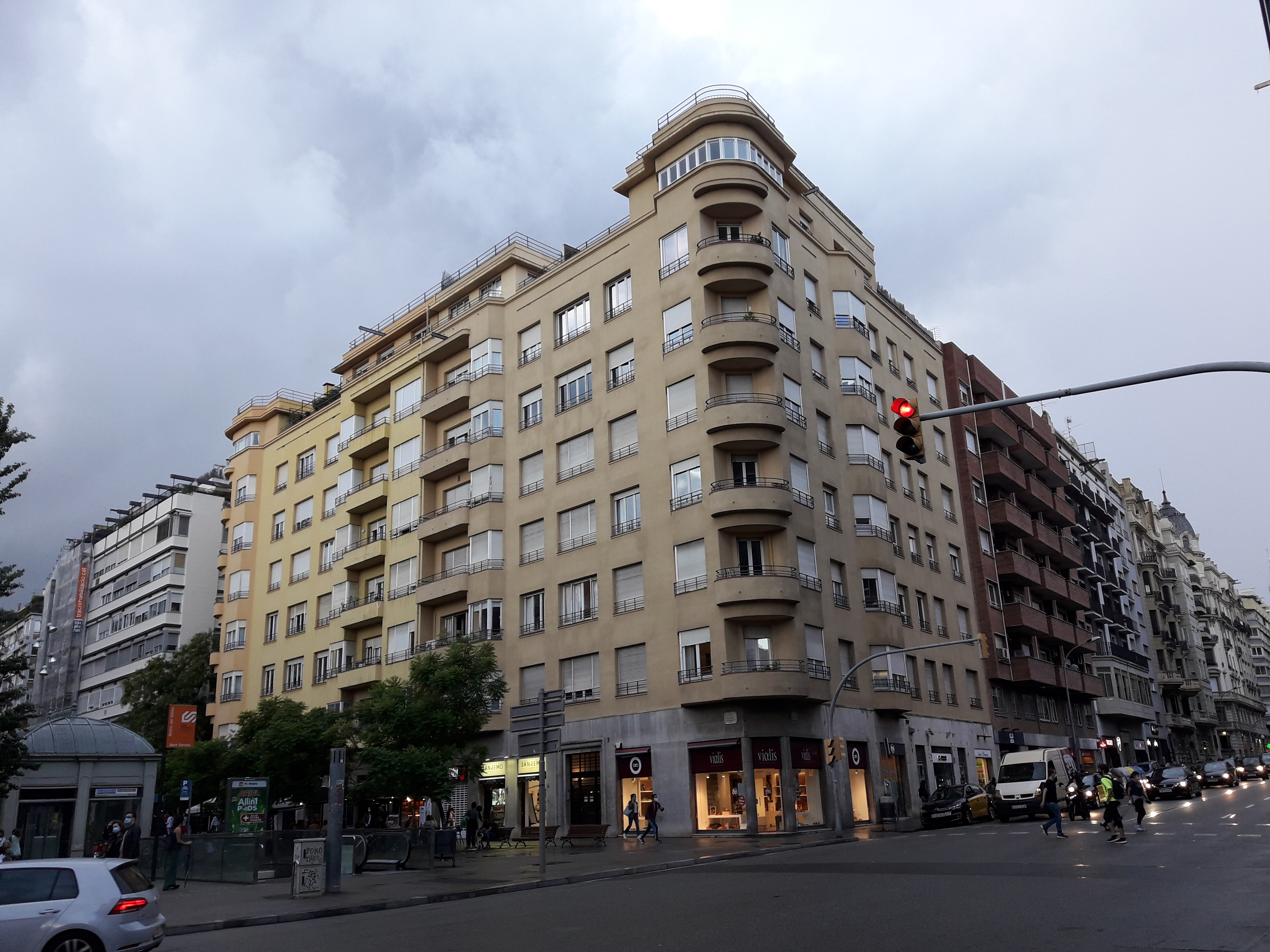
Edifici Sans a la plaça de Molina
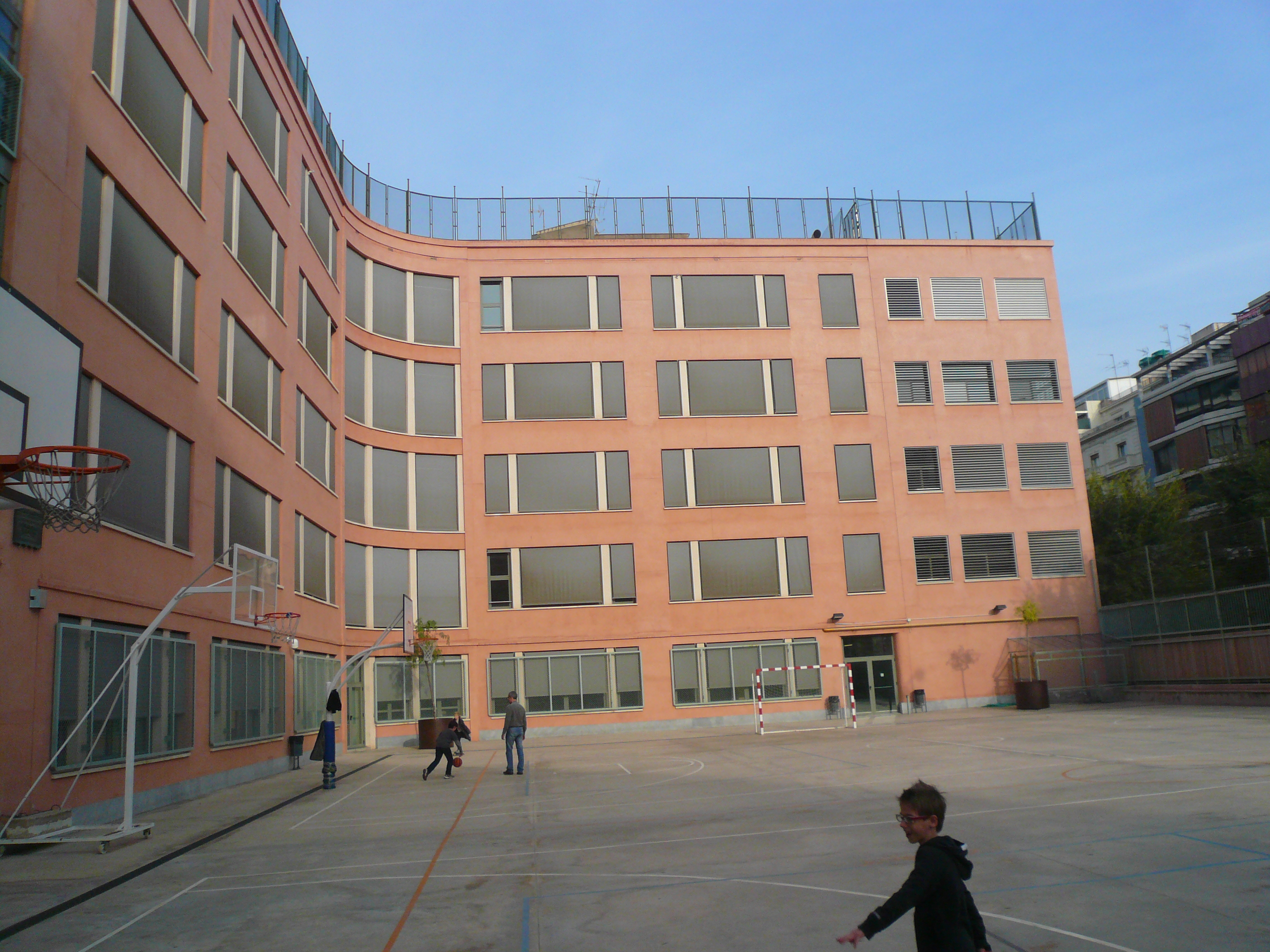
Institut Menéndez y Pelayo a la Via Augusta

## Dirigent esportiu
De jove practicà l'atletisme a l'Athletic Sporting Club, essent recordman català (1914-15) i espanyol (1915) dels 1.500 metres lliures.
Va ser el primer president de la Federació Catalana de Natació quan aquesta es va constituir el 1921. Esdevingué home de confiança del president del Club de Natació Barcelona, Bernat Picornell, el qual el nomenà vicepresident el 1920 i representà el club en els actes fundacionals de la Federació Espanyola, que arribà a presidir des de l'abril del 1920 fins al gener del 1921. Va ser un dels impulsors de la candidatura olímpica de Barcelona als Jocs Olímpics de 1924, que finalment el Comitè Olímpic Internacional va concedir a París. De fet, va formar part de la delegació catalana que el 1920 va viatjar als Jocs d'Anvers per demanar al baró de Coubertin president del Comitè Olímpic Internacional, que acceptés la candidatura barcelonina. Uns anys abans, amb Josep Elias i Juncosa i Josep Maria Co de Triola, havia estat també un dels impulsors del Comitè Olímpic de Catalunya. Escrigué un llibre titulat Natació publicat dins de la col·lecció “Sport” (1930).